# Pareuptychia metaleuca
Pareuptychia metaleuca är en fjärilsart som beskrevs av Jean Baptiste Boisduval 1870. Pareuptychia metaleuca ingår i släktet Pareuptychia och familjen praktfjärilar. Inga underarter finns listade i Catalogue of Life.

## Bildgalleri

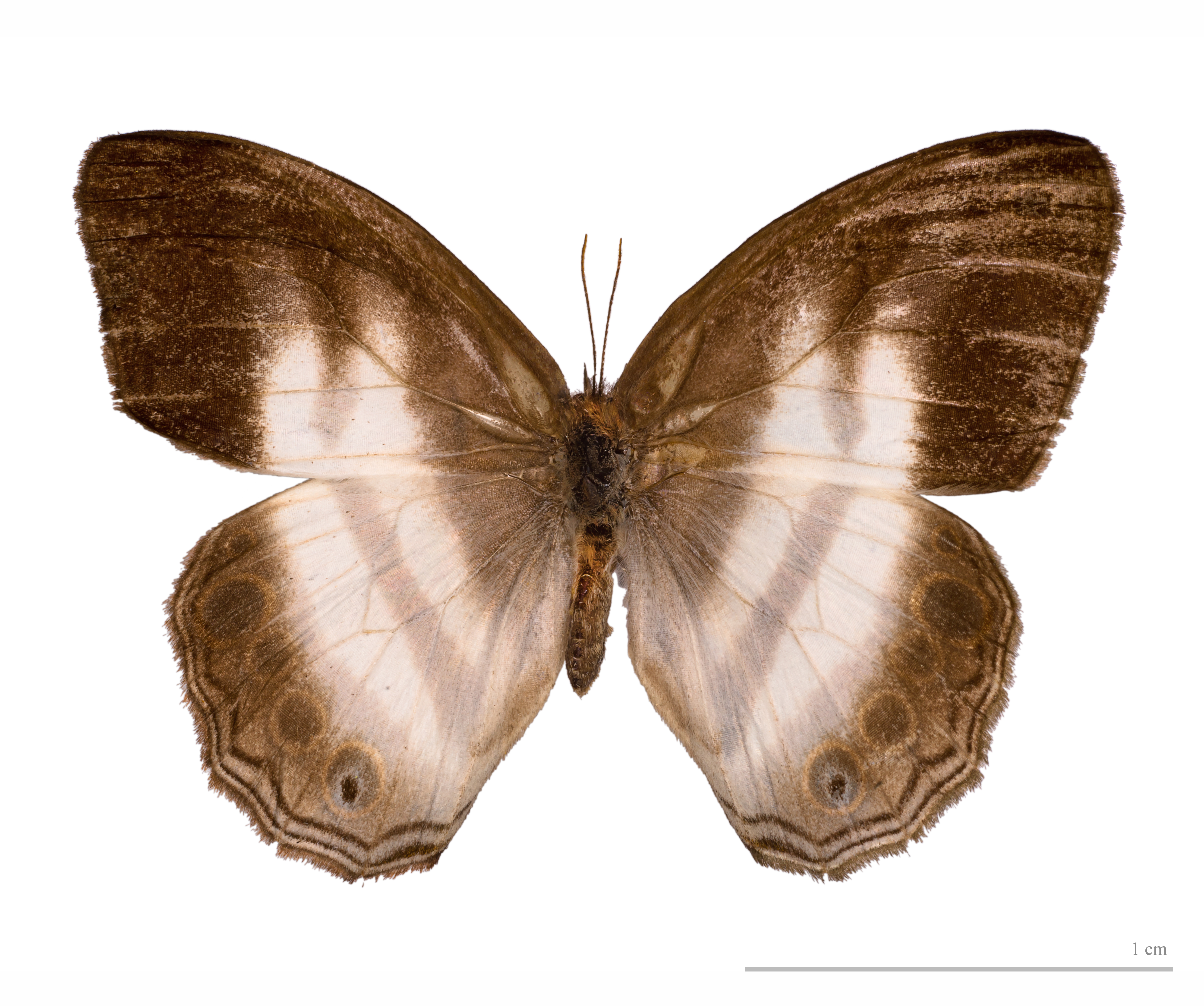
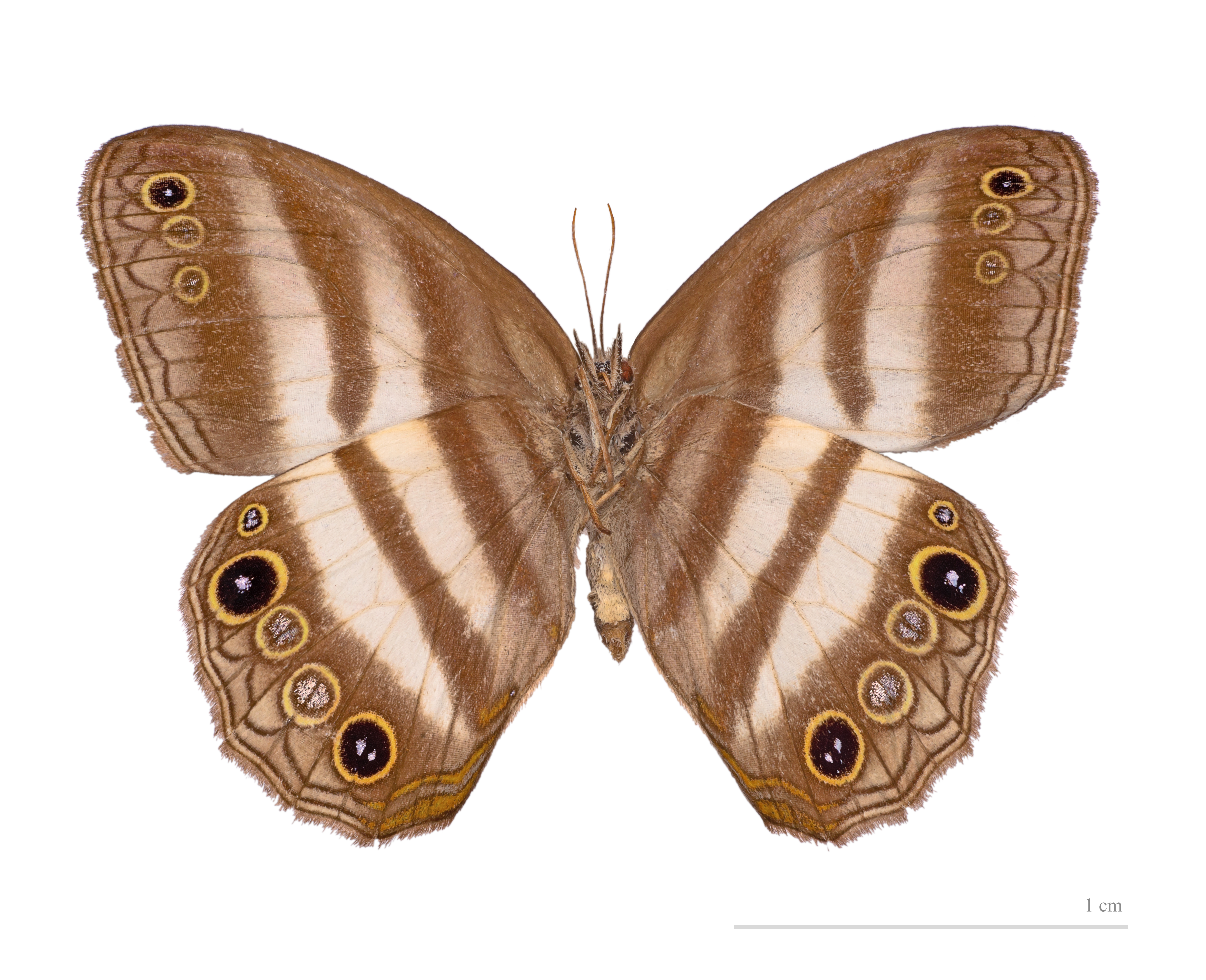